# Ridderroman

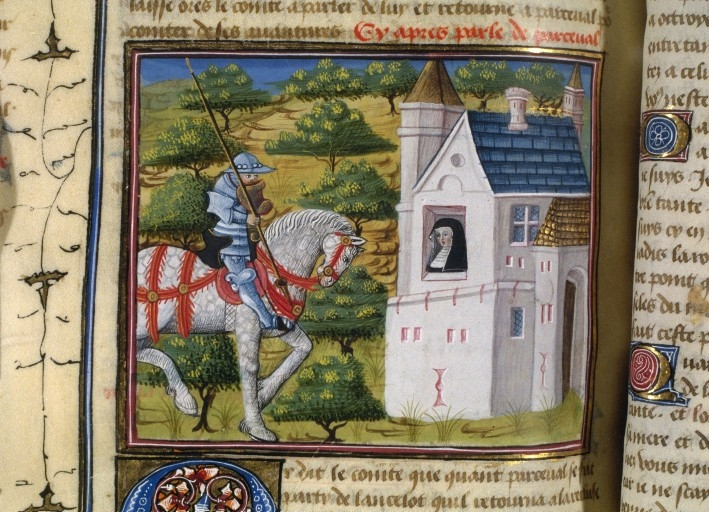
Ridderroman met een afbeelding van Perceval à la Recluserie

Een ridderroman is een verzonnen verhaal dat zich afspeelt in adellijke en koninklijke kringen in de middeleeuwen, vaak op rijm, waarbij een zogenaamde ridder de hoofdrol speelt. De verhalen zijn bedoeld als vermaak voor toehoorder of lezer. Een ridder was een in oorlogsvoering te paard geoefende edelman die over een uitgebreide militaire uitrusting beschikte en onder contract stond bij een vorst om voor hem te vechten. In ruil daarvoor kreeg hij een leengrond in beheer waarvan hij een deel van de opbrengst mocht houden (zgn. ridderleen). In de ridderroman beleefde hij allerlei fantastische avonturen en er was meestal ook sprake van een geliefde. Het genre ontstond in Frankrijk de Oudfranse literatuur en kreeg snel navolging bij Engelse auteurs.
De middeleeuwse ridderromans waren geen "romans" in de moderne zin van het woord, maar lange, berijmde gedichten die veelal werden voorgedragen aan de hoven van de hogere klassen. Vaak is de tekst oorspronkelijk in de Franse of Engelse taal geschreven en naar het Nederlands vertaald. De verhalen gaan over noeste strijders, over de toewijding tot verheven dames, over de klassieke oudheid of over het oosten.
Tegen het einde van de vijftiende eeuw ontstaan op het Iberische schiereiland de eerste ridderromans in de moderne zin van het woord, een lang verhaal in boekvorm, waarvan Tirant lo Blanc (1499) en nog later de befaamde parodie Don Quichot (1605) de bekendste zijn.

## Mogelijke indelingen
De ridderromans zijn naar hun thematiek in vier groepen te verdelen:
- de Frankische romans of Karelromans, waarin Karel de Grote een centrale rol speelt (Karel ende Elegast, Roelandslied);
- de iets jongere Brits-Keltische romans of Arthurromans (Ferguut, Walewein):
- de klassieke romans, zoals die door Maerlant werden vertaald;
- de oosterse romans (Floris ende Blancefloer).

Een verouderde indeling is die in de voorhoofse en de hoofse ridderromans. De voorhoofse romans zouden het oudste genre vormen (ontstond eind 11e eeuw). Kenmerken zijn trouw aan God en trouw aan de vorst die hij diende, de leenheer, moed en kracht en een gering aanzien van de vrouw. In de nieuwere hoofse verhalen (vanaf ca. 1150) zou de vrouw meer in haar waarde worden gelaten dan in de voorhoofse. Daarnaast zouden de hoofse minne een voorname rol spelen, zouden list en sluwheid belangrijker zijn dan brute kracht en moed en zouden er vaak sprookjesachtige elementen voorkomen, zoals draken of de tovenaar Merlijn.

## Ridderromans in het Nederlandse taalgebied

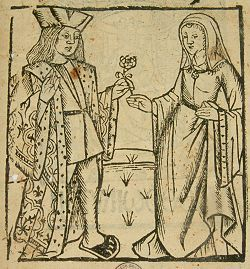
Floris ende Blancefloer, houtsnede uit ca 1517

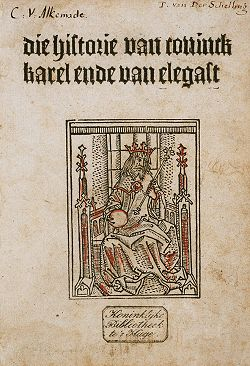
Karel ende Elegast

In het Nederlandse taalgebied verschenen voor het eerst ridderromans in het Maasland, in de 13e eeuw gevolgd door Vlaanderen. Bekende voorbeelden zijn de Trierse Floyris, de Limburgse Aiol en de Nederfrankische Tristan. Hoewel het graafschap Vlaanderen op alle vlakken ver vooruit was op de andere streken van de latere Nederlanden, ontstond hier toch pas een volkstalige ridderroman in de 13e eeuw. Voor de hand liggende reden hiervoor is dat het graafschap Vlaanderen een leenheerlijkheid was van de Franse koning, en de voertaal aan de hoven derhalve Frans was. In de dertiende eeuw ontstaat echter ook hier (aan diezelfde Franstalige hoven) Nederlandstalige literatuur. Enkele redenen hiervoor kunnen worden belicht. Een eerste mogelijkheid is dat er naast het Frans ook nog plaats was voor het Nederlands, dat door sommige edellieden gesproken werd. Zo kennen we Diederik van Assenede, klerk van de Vlaamse Graaf tussen 1260 en 1280, die zelf zegt te schrijven voor hen die geen Walsch en konnen (geen Frans kunnen). Een andere piste wijst op de groeiende rol van de steden, waar omstreeks deze tijd een rijke elite van patriciërs ontstaat, die misschien ook behoefte had aan literatuur. Argumenten hiervoor zijn ook voorhanden; zo wordt in de ridderromans vaak meer stilgestaan bij stedelijke scènes dan in hun Franse origineel, en groeit de volkstaal in deze tijd ook, als voertaal van de ambtenarij. Als laatste is vermeldenswaard dat het graafschap Vlaanderen juist in de 13e eeuw overhoop ligt met Frankrijk, en daardoor, ter bevestiging van zijn identiteit, behoefte heeft aan literatuur in de eigen taal.
Er zijn 74 Middelnederlandse ridderromans bekend, waarvan 22 min of meer volledig. Door toepassing van methodes uit de ecologische statistiek wordt geschat dat dit ongeveer de helft is van wat er ooit bestond. De meeste van deze ridderromans behoren tot de berijmde epiek, waaronder:
- Antiochië
- Barlaam ende Josaphat
- Beerte metten brede voeten
- Borchgrave van Couchi
- Boudewijn van Seborch
- Burggravin van Vergi
- Cassamus
- Fierabras
- Flandrijs
- Floovent
- Florent ende Durant
- Florigout
- Florimont
- Godevaerts kintshede
- Huge van Bordeeus
- Karel ende Elegast
- Lanceloet en het hert met de witte voet
- Loyhier ende Malaert
- Madelgijs
- Roman van Heinric en Margriete van Limborch
- Saladin
- Seghelijn van Jeruzalem (Loy Latewaert)

Ook drie van de vier toneelstukken die als de abele spelen zijn overgeleverd, worden gerekend tot de ridderverhalen: Lanseloet van Denemerken, Esmoreit en Gloriant.

## Karelepiek
De heerschappij van Karel de Grote en zijn broer Karloman gaven de middeleeuwers aanleiding tot het schrijven van vele verhalen. Kenmerkend voor de Karelromans is dat zij steeds weer aanspraak maken op 'de waarheid' (Vraye historie ende al waer). Ook halen de meeste verhalen hun grondstructuur rechtstreeks uit volkssprookjes uit de orale verteltraditie.
Het centrale personage wordt doorgaans op een avontuur gestuurd, dat zal leiden tot inzicht en wijsheid. In onze literatuur is in dit verband vooral Karel ende Elegast een bekend verhaal. Bij ridderromans doet zich vaak epische verdichting voor, het toeschrijven van diverse avonturen aan een (algemeen bekende) persoonlijkheid zoals Sir Lancelot of Karel de Grote.
Over het algemeen verdeelt men de Karelepiek grofweg in twee stromingen:
- Cycles du roi: Karel speelt de hoofdrol
- Roelantslied: verhalen waarin Karel als tiran wordt afgeschilderd

De meeste Karelverhalen uit onze literatuur zijn vertaald uit het Frans, maar laten steeds weer ruimte voor herinterpretatie. Zo wordt in Karel ende Elegast voor de toehoorder uit de Nederlanden een goede dosis kolder, toverij, humor en spanning toegevoegd die in de drogere Franse verhalen minder naar boven komt.

## Arthurromans
De verhalen rond de figuur Koning Arthur, zijn vriend Lancelot en diens liefde voor koningin Guinevere vinden hun oorsprong in de middeleeuwen maar duiken ook in hedendaagse bewerkingen op.
Met de Arthurverhalen worden verschillende vaste romanpersonages in verband gebracht, alsook het thema van de Heilige Graal, de stoel waarop de bijbelse figuur Jezus zou hebben gezeten tijdens zijn laatste avondmaal.
Een afbeelding in steen op de Duomo di Modena, de kathedraal van Modena, Italië uit 1184 verwijst mogelijk naar de legende van Arthur, of naar een vergelijkbaar verhaal. Of er werkelijk een koning Arthur heeft bestaan is onzeker, ook is niet bekend waar de legende is ontstaan. Mogelijk ligt de oorsprong in Wales of bij Kelten in het Noorden van Engeland. De Britse monnik en historicus Gildas (overlijdensdatum mogelijk 570) verhaalt in zijn De excidio et conquestu Britanniae (Over de verwoesting en verovering van Britannia), over de Britse leider Ambrosius Aurelianus die de Saksen bij Mons Badonicus verslaat. Het is niet duidelijk wie deze Ambrosius was, er is gespeculeerd dat deze persoon de historische basis zou zijn voor de figuur Arthur. De historicus Nennius schreef als eerste over een legeraanvoerder Arthur die in twaalf veldslagen tegen de binnendringende Saksen vocht. Hij noemde geen bronnen en baseerde zich mogelijk op verhalende gedichten en niet op de werkelijkheid. Vroege literatuur uit Wales maakte van Arthur een koning die grote daden en wonderen verrichtte. In de roman Culhwch and Olwen uit de 12e eeuw wordt hij in verband gebracht met andere helden, waaruit men concludeerde dat hij een adellijk hof hield.
De verhalen over Arthur en zijn ridders kregen in heel Europa een plaats in de literatuur. Het kwam zo tot een geheel nieuw genre. Ook in de Lage Landen zijn veel Arthurverhalen geschreven. Bekend is de Haagse Lancelotcompilatie, een reusachtig werk waarin verschillende Arthurromans werden verzameld in een algemeen en doorlopend verhaal. Een voorbeeld van een Arthurverhaal uit de Nederlandse literatuurgeschiedenis is 'Walewein en het schaakspel', een verhaal dat in de Nederlanden werd bedacht en geschreven, en dat een groot succes kende. Vertalingen ervan zijn teruggevonden tot in Scandinavië. Kenmerkend is dat het verhaal spannender en grappiger is dan andere verhalen uit die periode. Dat is misschien een van de redenen waarom het zo veel succes oogstte.

## Andere romangenres
Andere vermeldenswaardige romangenres zijn de Limborghroman en de Trojeroman.